# F.60 (航空機)

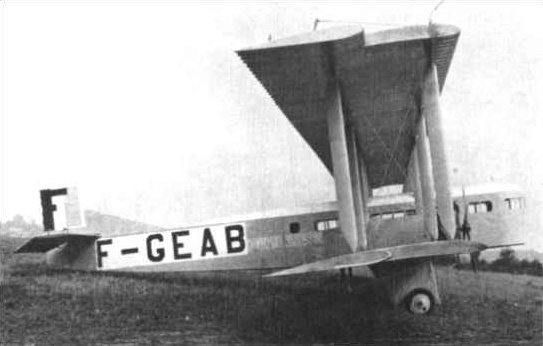
Farman Goliath

ファルマンF.60 ゴリアト（F.60 Goliath）は1925年に開発されたフランスの旅客機、爆撃機である。

## 開発
第一次世界大戦の末期にアンリ・ファルマンとモーリス・ファルマンによって1000kgの爆弾を搭載し1500kmの航続距離を有する新型重爆撃機FF60が計画された。これは先に開発したF.50の発展型と言える機体であった。しかし、戦争の終結によって爆撃機に対する需要が薄れ、箱型の胴体を活かし旅客機に改造されたのがファルマンF60で、1919年1月に初飛行した。12～14名の旅客を乗せることができ、同年3月にはパリ－ブリュッセル間の国際航空便に就役し､5月22日には旅客を乗せてパリからロンドンに飛行して、ロンドン－パリ間の最初の旅客飛行となった。ゴリアトは1920年前半の欧州において最も一般的だった旅客機の一つで、フランスの他ベルギーやチェコの航空会社でも使用された。
1921年には本機を爆撃機として再度改造しようとする計画が進められた。これは、新型の双発重爆撃機を要望する日本陸軍がゴリアトの搭載量に着目してファルマン社に依頼したもので、フランス空軍でも本機に着目し、F.50に続く夜間爆撃機として相当数を配備した。当初開発された爆撃機型はF.60BN2と呼ばれた。

## 事故
1922年4月7日、フランス上空でダイムラー航空のデハビランド DH.18とグラン・エクスプレス航空のF.60が空中衝突。世界初の空中衝突事故となった。

## 日本での運用
日本陸軍は新型双発重爆撃機としてF.60の爆撃機型の導入を検討し、1921年（大正10年）から1926年（大正15年）までに合計16機（6機とする資料もある）購入した。長期に渡って分けて少数の機体を購入したため、購入時期により搭載エンジンが異なっていた（後期に輸入したのはF.65だったという資料もある）。機体の塗装には夜間爆撃用の濃緑色の機体と明灰色の機体とがあった。1921年（大正10年）12月には丁式二型爆撃機と名づけられ、日本初の爆撃航空隊として立川飛行場に配属された。
新型爆撃機として期待された本機だったが、胴体、主翼等の構造は第一次世界大戦時の機体と大差のない旧式なものだった。その上、搭載していたエンジンが出力不足気味でサルムソン230馬力からロレーヌ400馬力に換装したが尚も馬力不足であり、運動性が劣悪で機体整備にも手間がかかったため、搭乗員や地上整備員の評価は芳しくなかった。結局、内地で訓練に利用された後に、1928年（昭和3年）に全機退役した。

## F.68BN4

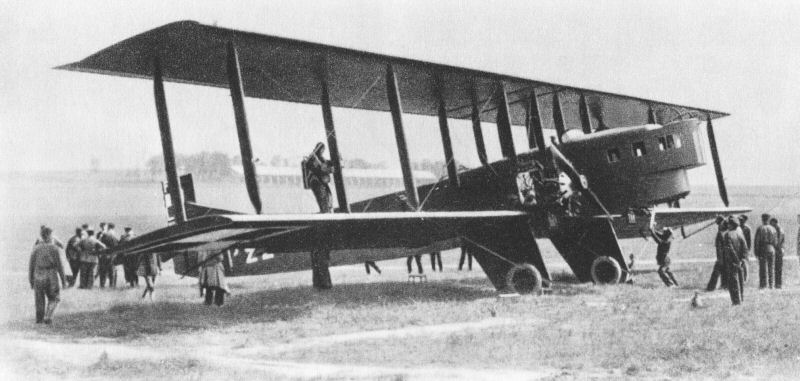
Farman F.68BN4 Goliath

F.60BN2以降開発された爆撃機型には、F.62、F.65、F.68BN4などがある。これらの主な違いは搭載エンジンと武装であった。F.68BN4はポーランド空軍のために製造された型で、1925年から32機がポーランドに引き渡された。上記の3型の中では最も多い機数であった。F60からF.68BN4までのシリーズ全体では、約360機が製作された。ゴリアトは1920年代における成功した双発機であると評価されている。

## スペック
F.60BN2
- 全幅: 26.50 m
- 全長: 14.77 m
- 全高: 4.90 m
- 翼面積: 153 m²
- 自重: 2,850 kg
- 離陸重量: 4,520 kg
- 動力: サルムソン9AZ 260 HP (331 KW) x2
- 最大速度: 160 km/h
- 上昇限度: 4,000 m
- 航続距離: 400 km
- 武装
  - 7.7 mm機銃×2
  - 爆弾 400 kg

丁式二型
- 全幅: 26.52 m
- 全長: 14.37 m
- 翼面積: 158.1 m2
- 総重量: 5,500 kg
- 動力: サルムソン 230 HP (後にロレーヌ 400 HP（イタリア語版）に換装) x2
- 最大速度: 156 km/h
- 上昇限度: 5,000 m
- 航続力: 4時間
- 武装
  - 7.7 mm機銃×2
  - 爆弾 800 kg
- 乗員: 4-5 名

Farman F.68BN4 Goliath
- 全幅: 26.50 m
- 全長: 14.77 m
- 全高: 4.90 m
- 翼面積: 153 m2
- 自重: 2850 kg
- 離陸重量: 5400 kg
- 動力: ノーム・ローン ジュピター 450 HP (331 KW) x2
- 最大速度: 154 km/h
- 上昇限度: 4200 m
- 航続距離: 1200 km
- 武装
  - 7.7 mmルイス機銃 x5
  - 爆弾搭載量1040 kg